# Pont-lès-Bonfays
Pont-lès-Bonfays – miejscowość i gmina we Francji, w regionie Grand Est, w departamencie Wogezy.
W roku 2012 gminę zamieszkiwały 93 osoby, a gęstość zaludnienia wynosiła 21 osób/km². W roku 1990 dane te wyglądały następująco: gminę zamieszkiwały 74 osoby, a gęstość zaludnienia wynosiła 17 osób/km² (wśród 2335 gmin Lotaryngii Pont-lès-Bonfays plasuje się na 971. miejscu pod względem liczby ludności, natomiast pod względem powierzchni na miejscu 1069.).